# 加菲尔德·巴威克

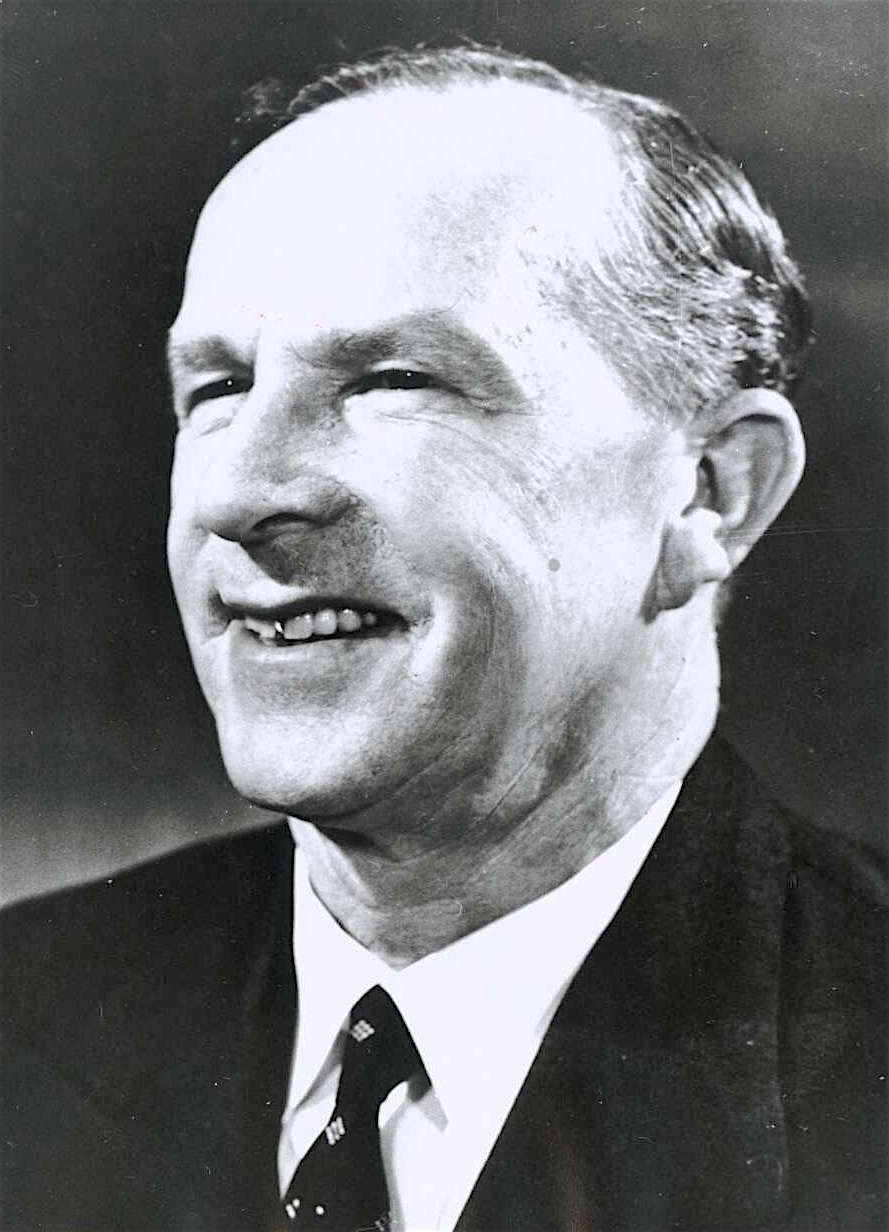
加菲尔德·巴威克

加菲尔德·爱德华·约翰·巴威克AK GCMG PC QC （1903年6月22日 – 1997年7月13日）是澳大利亚法官，1964年至1981年期間他是澳大利亚首席大法官。他早先是澳大利亚自由党黨員，并于1958年至1964年担任孟席斯政府的澳洲律政部長。1975年澳大利亚宪政危机期間，他建议总督约翰·克尔罢免总理高夫·惠特蘭。